# معناشناسی منطقی
معناشناسی منطقی (انگلیسی: Logical semantics)، بخشی از معناشناسی صوری است که از معنی‌شناسی زبان‌های صوری برای مطالعهٔ معنی در زبان‌های طبیعی بهره می‌گیرد.

## زبان ابزاری برای ارجاع به جهان خارج
معناشناسان منطقی زبان را ابزاری برای ارجاع به جهان خارج در نظر می‌گیرند.
در این نوع معنی‌شناسی سعی بر آن است تا با توجه به موقعیت جهان خارج، صدق یا کذب، یا به عبارت دقیق تر، ارزش صدق (truth value) هر جملهٔ زبان تعیین شود.

## همبستگی زبان
معناشناسی منطقی به برتری همبستگی زبان، اندیشه، معنا و جهان می‌پردازد و نتیجه آن، دستیابی به ساحت ایدئال معناست.

## برای مطالعهٔ بیشتر
https://logicalstudy.ihcs.ac.ir/article_6070.html معرفی معناشناسی‌های مختلف برای منطق شهودی